# Palpares nobilis
Palpares nobilis är en insektsart som beskrevs av Navás 1931. Palpares nobilis ingår i släktet Palpares och familjen myrlejonsländor. Inga underarter finns listade i Catalogue of Life.